# Bimantis malaccana
Bimantis malaccana es una especie de mantis de la familia Mantidae. Es el único miembro del género monotípico Bimantis.

## Distribución geográfica
Se encuentra en Tailandia.